# Franciszek Kotter
Franciszek Kotter (ur. 1813 w Gresten, zm. 26 sierpnia 1886 w Krems an der Donau) – prawnik, rektor Uniwersytetu Lwowskiego. W 1872, poseł-wirylista do Sejmu Krajowego Galicji III kadencji.
Studiował prawo na Uniwersytecie Wiedeńskim 9 lipca 1838 uzyskując tytuł doktora. W latach 1840–1842 wykładał prawo karne w Wiedniu.29 kwietnia 1842 został profesorem i przeniósł się na Wydział Prawa Uniwersytetu Lwowskiego jako wykładowca prawa rzymskiego i kanonicznego. W latach 1850–1851 pełni funkcje rektora Uniwersytetu. We wrześniu 1857 został przeniesiony do Pesztu. Powrócił do Lwowa w 1863 ponownie zostaje wybrany rektorem w 1871. Jako wykładowca pracował do 1874. Za swoją pracę odznaczony został Krzyżem Kawalerskim Orderu Franciszka Józefa.